# Verteidigungsministerium der Republik Kasachstan
Das Verteidigungsministerium der Republik Kasachstan (kasachisch Қазақстан Республикасының қорғаныс министрлігі, russisch Министерство обороны Республики Казахстан, englisch Ministry of Defence of the Republic of Kazakhstan) ist das Verteidigungsministerium Kasachstans.

## Aufgaben
Das Verteidigungsministerium Kasachstans ist ein zentrales Exekutivorgan zur Umsetzung der staatlichen Politik im Bereich der Verteidigung und der Streitkräfte der Republik Kasachstan.
Die Streitkräfte werden, wie in einer Militärdoktrin festgelegt, in Friedenszeiten durch das Verteidigungsministerium der Republik Kasachstan über den Generalstab befehligt.
Das Verteidigungsministerium löst Probleme im Zusammenhang mit der Landesverteidigung, entwickelt Konzepte zum Aufbau und zur Entwicklung der Streitkräfte sowie anderen Truppen und militärischen Einheiten.
Es koordiniert die Entwicklung eines nationalen Programms für die Entwicklung von Waffen und militärischer Ausrüstung und bietet logistische Unterstützung für die Streitkräfte und organisiert die Zusammenarbeit mit staatlichen Behörden bezüglich Fragen der nationalen Verteidigung.

## Minister
| Nr. | Name                     | Beginn der Amtszeit | Ende der Amtszeit  |
| --- | ------------------------ | ------------------- | ------------------ |
| 1   | Saghadat Nurmaghambetow  | Mai 1992            | Oktober 1995       |
| 2   | Älibek Qassymow          | 16. Oktober 1995    | 30. Oktober 1996   |
| 3   | Muchtar Altynbajew       | 30. Oktober 1996    | 9. August 1999     |
| 4   | Sät Toqpaqbajew          | 13. Oktober 1999    | 8. Dezember 2001   |
| 5   | Muchtar Altynbajew       | 8. Dezember 2001    | 8. Januar 2007     |
| 6   | Danial Achmetow          | 10. Januar 2007     | 17. Juni 2009      |
| 7   | Ädilbek Schaqsybekow     | 24. Juni 2009       | 2. April 2014      |
| 8   | Serik Achmetow           | 3. April 2014       | 22. Oktober 2014   |
| 9   | Imanghali Tasmaghambetow | 22. Oktober 2014    | 13. September 2016 |
| 10  | Säken Schassusaqow       | 13. September 2016  | 7. August 2018     |
| 11  | Nurlan Jermekbajew       | 7. August 2018      | 31. August 2021    |
| 12  | Murat Bektanow           | 31. August 2021     | 19. Januar 2022    |
| 13  | Ruslan Schaqsylyqow      | 19. Januar 2022     | 8. Juni 2025       |
| 14  | Däuren Qossanow          | 8. Juni 2025        | amtierend          |